# Stazione di Rossano Veneto
Stazione di Rossano Veneto vasútállomás Olaszországban, Veneto régióban, Rossano Veneto településen.

## Vasútvonalak
Az állomást az alábbi vasútvonalak érintik:
- Padova-Bassano-vasútvonal

## Kapcsolódó állomások
A vasútállomáshoz az alábbi állomások vannak a legközelebb: 
- Stazione di Cittadella (Stazione di Padova)
- Stazione di Rosà (Stazione di Bassano del Grappa)